# Kartal
Kartal je velká obec v Maďarsku v župě Pest, spadající pod okres Aszód. Nachází se asi 1 km severovýchodně od Aszódu a asi 31 km severovýchodně od Budapešti. V roce 2015 zde žilo 5 650 obyvatel. Dle údajů z roku 2011 tvoří 88,8 % obyvatelstva Maďaři, 0,4 % Romové, 0,2 % Rumuni a 0,2 % Němci.
Sousedními vesnicemi jsou Heréd, Kerekharaszt a Verseg, sousedními městy Aszód a Hatvan.